# Stará radnice (Košice)
Stará radnice v Košicích je barokně-klasicistní budova, která stojí na Hlavní ulici 59 nedaleko budovy Státního divadla.

## Historie

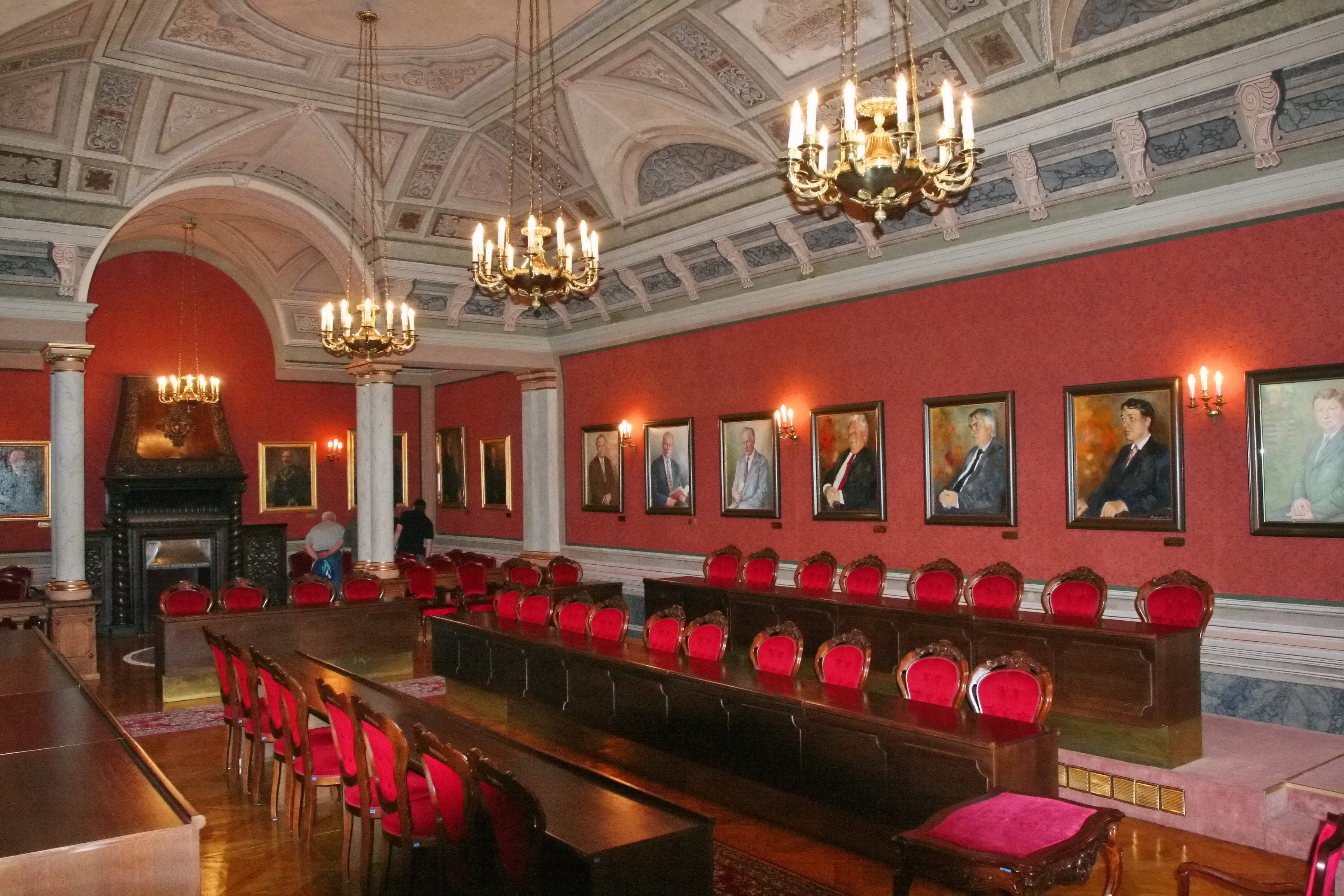
Interiér budovy

Na místě, kde dnes stojí bývalá radniční budova, stávaly na konci 13. století dva bohaté měšťanské domy. Jeden z nich vlastnil v 15. století významný košický rodák, kancléř království a arcibiskup - Primas Uherska, Juraj Satmáry.
Později byly domy spojeny a od začátku 17. století v nich sídlila městská radnice. Současná budova palácového typu byla postavena v letech 1779 až 1780 v barokně-klasicistním stylu. Autorem projektu byl Ján Langer. Fasáda budovy je bohatě členěná, dotvořena balustrádou a sochami s antickými výjevy, které jsou dílem sochaře Antona Krause. V tympanonu je umístěn znak města. Interiér budovy je zdoben několika malbami, jejichž autorem je malíř Erasmus Schrött, který vymaloval i interiér nedaleko stojícího Kostela Nejsvětější Trojice.
Na přelomu let 1805 a 1806 v této budově byl ubytován ubytován pět dní ruský vojevůdce Michail Kutuzov, který se poražený vracel z jedné z napoleonských bitev. Tuto událost zaznamenává i pamětní deska osazená nedaleko vchodové brány.
Během rušného roku 1919 se stala radniční budova centrem vojenských přehlídek. Během trvání Slovenské republiky rad byla nakrátko sídlem nejvyššího orgánu Revoluční vládní rady.
Radnice města Košice tuto budovu využívala až do roku 1928, kdy byla přestěhována do nové radniční budovy na Hviezdoslavovu ulici. Od té doby až do roku 1995 budova sloužila městské knihovně a dnes ji město využívá k reprezentačním účelům. V přízemí budovy se nachází i pobočka městského informačního centra (MIC).

## Kino Slovan

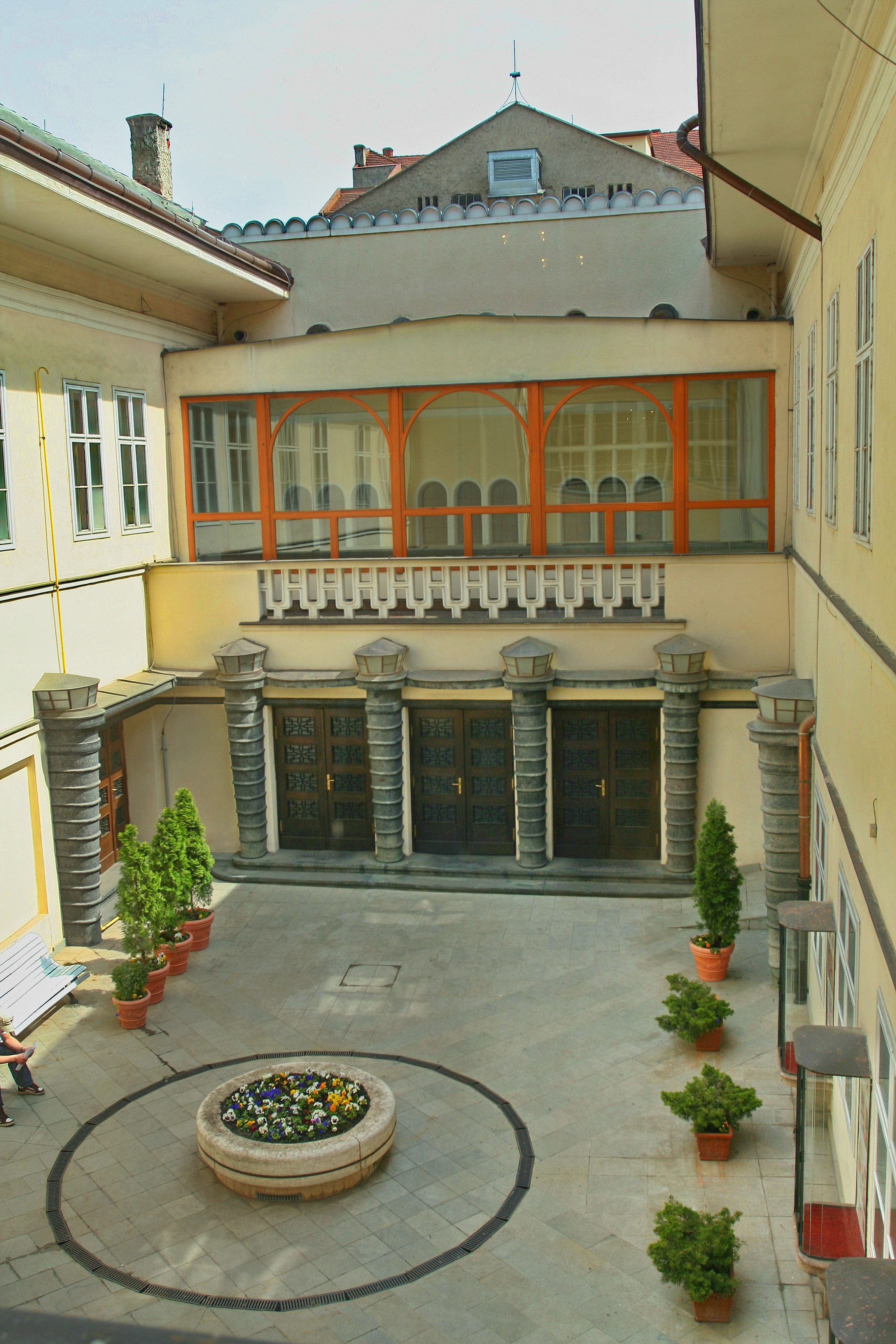
Kino Capitol (Slovan)

V zadním traktu budovy bylo v roce 1927 přistavěné kino Slovan (dnes Capitol). Autorem projektu přístavby byl známý košický architekt Ľudovít Oelschläger. Navzdory stísněné prostorové situaci se Oelschläger zhostil zadání komplexně a využil přitom i celou škálu svých oblíbených architektonických článků. Vstup do prostoru kina zvýrazňuje šestice kónicky se vzhůru rozšiřujících sloupů s lucernami místo hlavic, na prvním podlaží jsou to převýšená arkádová okna a průčelí uzavírá vysoká atika s obloučkovým Ornamentem. Na koncentrované přehlídce motivů charakteristických pro Oelschlägera možno místy sledovat podobnost s dílem slovinského architekta Jože Plečnika.
V letech 1997 až 1999 prošla budova kina komplexní rekonstrukcí. V současnosti se její prostory využívají jako premiérové kino, kino pro filmové festivaly, ale také jako divadelní sál pro malé jevištní formy a divadelní festivaly, či jako prostor pro konference a semináře, módní přehlídky, plesy menšího charakteru a podobně.